# سلاح الصيانة الملكي الأردني
 سلاح الصيانة الملكي الأردني هي تشكيل من تشكيلات القوات المسلحة الأردنية واجبها تنفيذ سياسة شراء احتياجات القوات المسلحة من القطع الفنية لجميع الآليات والمعدات والأسلحة والأنظمة العاملة في القوات المسلحة محليا ودوليا. كما تقوم بالتحضير لعمليات بيع الفوائض والمعدات غير الصالحة من الآليات والأسلحة وقطع الغيار.

## وصلات خارجية
- قيادة سلاح الصيانة الملكي